# Miguel Alemán Valdés
Miguel Alemán Valdés va néixer a Sayula, Veracruz, el 29 de setembre de 1900. Va ser el president constitucional de Mèxic de l'1 de desembre de 1946 al 30 de novembre de 1952. Va morir a la capital del país el 14 de maig de 1983.
Miguel Valdéz va realitzar la seva educació elemental a Veracruz. En 1920 va ingressar a l'Escola Nacional Preparatòria i el 1928 va obtenir el títol d'advocat de l'Escola Nacional de Jurisprudència. Va iniciar la seva carrera pública com advocat consultor de la Secretaria d'Agricultura i Ramaderia. Magistrat del tribunal Superior de Justícia del Districte Federal (1934), senador (1936-1940) i governador del seu estat de Veracruz (1936-1940).
Va dirigir la campanya presidencial de Manuel Ávila Camacho el 1940. El seu govern va verificar el trasllat de la política de mans dels militars revolucionaris a les de civils amb formació universitària. La conjuntura econòmica de la postguerra va permetre la modernització del país a través de la industrialització i la urbanització, que tenia com a teló de fons una relativa estabilitat social deguda a l'exercici sever de l'autoritat. Durant el seu govern es van dur a terme importants obres en comunicacions, habitatge i educació com la ciutat universitària de la UNAM. Una vegada acabada la seva gestió, va ser president del Consell Nacional de Turisme.